# 最上西公園
最上西公園(もがみにしこうえん)は、山形県最上郡最上町にある総合公園。
最上町の西側に位置し、運動施設が数多くある。また、公園には温泉を兼ね備えた簡易宿泊施設も隣接している。

## 園内概要
- 温水プール
  - 幼児用小プール、25mプール
- 町民体育館
  - アリーナ、柔道場、剣道場
- 野球場
- 多目的広場

など

## アクセス
- 車
  - JR陸羽東線大堀駅より5分[2]